# Cahuzac-sur-Adour
Cahuzac-sur-Adour is een gemeente in het Franse departement Gers (regio Occitanie) en telt 212 inwoners (2004). De plaats maakt deel uit van het arrondissement Mirande.

## Geografie
De oppervlakte van Cahuzac-sur-Adour bedraagt 6,6 km², de bevolkingsdichtheid is 32,1 inwoners per km².
De onderstaande kaart toont de ligging van Cahuzac-sur-Adour met de belangrijkste infrastructuur en aangrenzende gemeenten.

## Demografie
Onderstaande figuur toont het verloop van het inwonertal (bron: INSEE-tellingen).

1. ↑  Populations de référence 2022.